# SU-14 (自走砲)
SU-14はソビエト連邦の試作自走砲である。
1番目のSU-14と、2番目のSU-14-1（SU-14-Br-2）の、試作車2輌のみが製造された。

## 概要
1933年に製作されたT-35の車台に、152 mm砲を載せることを目指した自走砲。1934年に試作車1輌が製造された。
1930年代前半に開発された1番目の試作車「SU-14」は、1935年型 152.4 mm B-10 海軍砲を搭載していた。
B-10は43.5 kgの砲弾を20 km先まで投射することができた。本車を「SU-14-1」とするのは誤解である。

さらに1930年代後半には、 Br-2 152 mmカノン砲 を搭載し、密閉戦闘室を持つ、2番目の試作車「SU-14-1」（SU-14-Br-2）が開発された。
こちらは、実質は直射式突撃砲であった。本車を「SU-14-2」とするのは誤解である。
「SU-14-1」（SU-14-Br-2）は量産されなかったが、試作車は1941年のモスクワの戦いに投入されて生き残り、現在ロシアのクビンカ戦車博物館に展示されている。

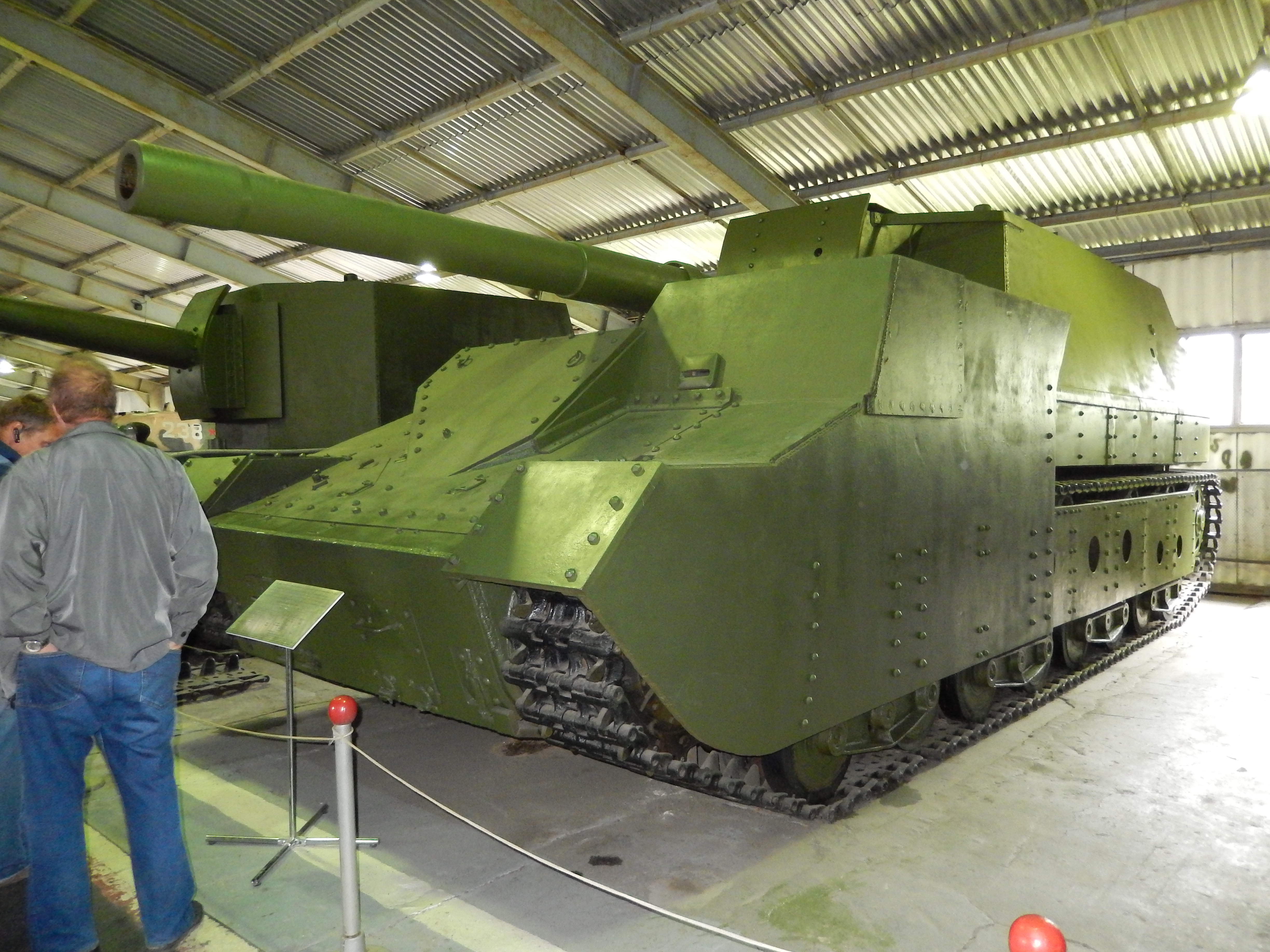
Kubinka戦車博物館でのSU-14-Br-2
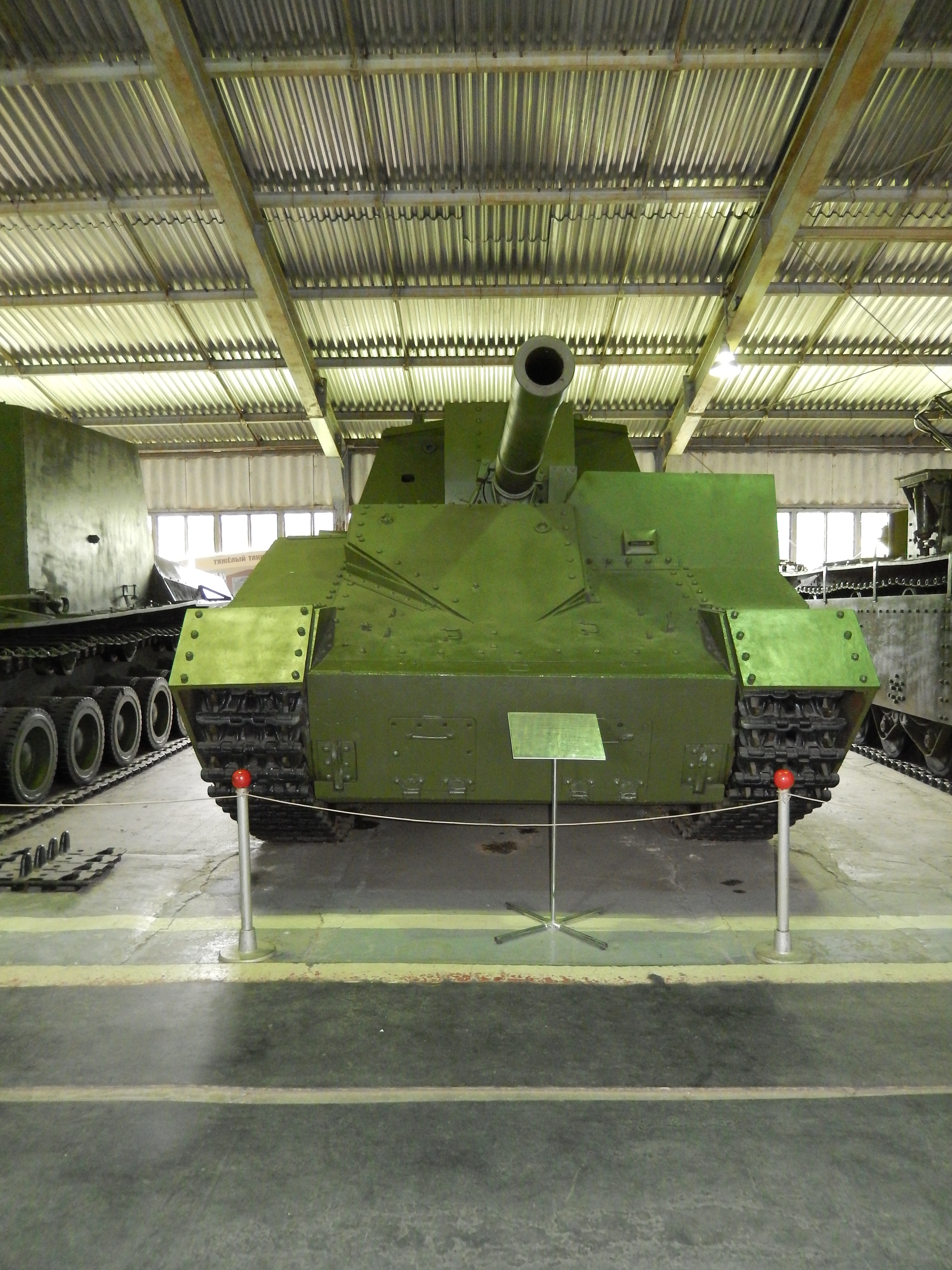
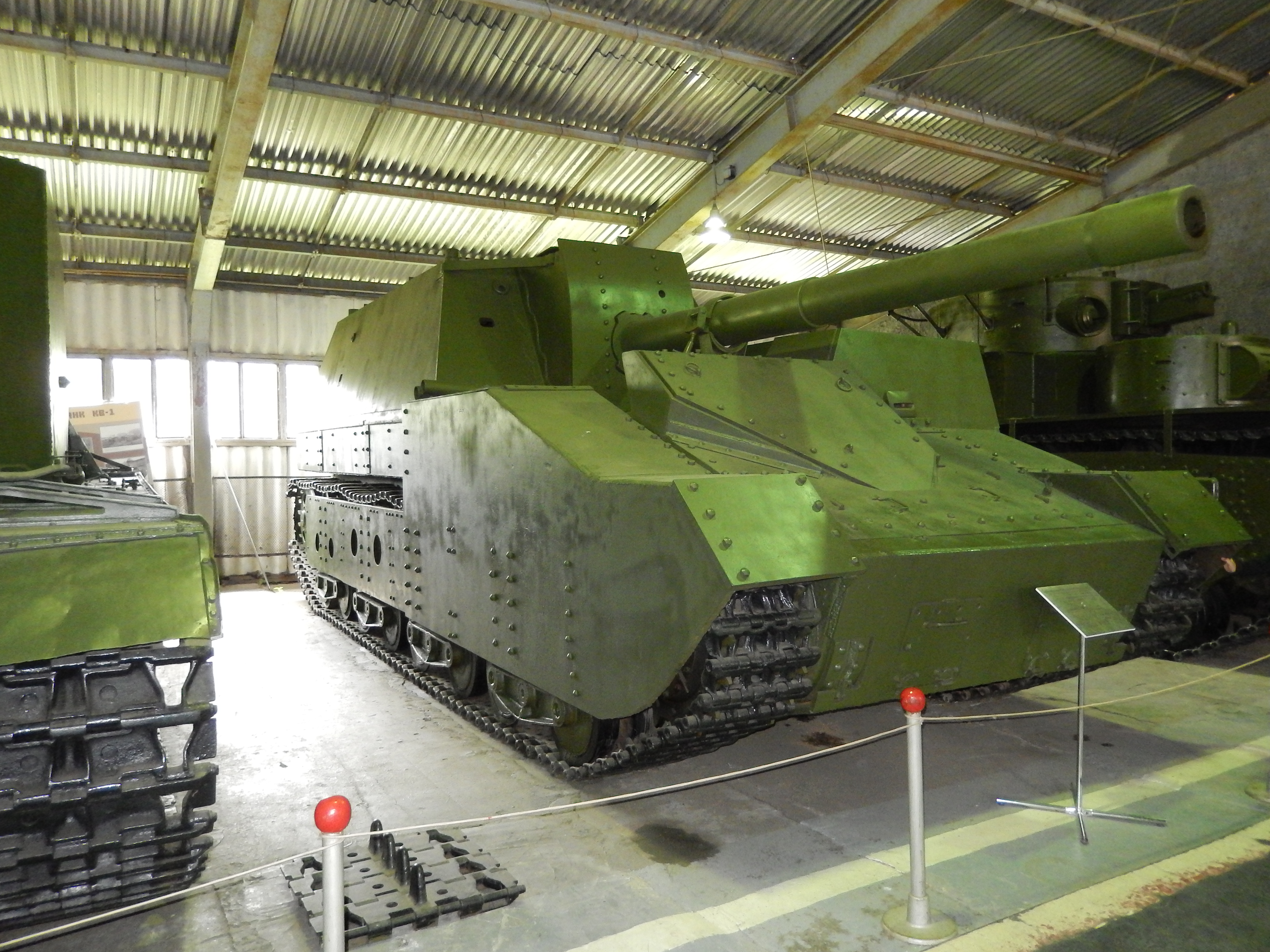

## 登場作品
『World of Tanks』
ソ連自走砲SU-14-1（オープントップ）およびSU-14-2（密閉戦闘室）として開発可能。